# VuFind
VuFind - поисковая система с открытым кодом, разработанная для поиска по библиографическим данным. Может применяться для поиска по каталогу в библиотечных системах. Разработана в Университете Вилланова, версия 1.0 была выпущена в июле 2010.
Главная страница VuFind представляет собой поле для поиска с возможностью выбора фильтров и предоставляет даже неопытным пользователям online-библиотеки быстро найти нужную информацию по ключевым словам. Для более опытных пользователей существует система расширенного поиска, которая, благодаря большому количеству элементов выбора, позволяет найти релевантные результаты с высокой точностью. Модульность программного кода и множество параметров внутри конфигурационных файлов позволяют кардинально изменять систему и подстраивать её под свои нужды. VuFind использует платформу Apache Solr для создания индекса и последующего поиска.